# 1beonga-ui gijeok
1beonga-ui gijeok (1번가의 기적?, 1番가의 奇蹟?, 1pŏn’ga-ŭi kijŏkMR), noto anche con il titolo internazionale Miracle on 1st Street, è un film del 2007 diretto da Yoon Je-jyoon.

## Trama
Pil-je è un gangster inviato per minacciare e sfrattare i residenti di un povero quartiere situato alla periferia di Seul, con lo scopo di rendere possibile a dei malavitosi l'acquisto dei terreni a un prezzo praticamente nullo e la conseguente speculazione edilizia. L'uomo tuttavia entra in confidenza con molti degli abitanti, tra cui un gruppo di bambini e la giovane pugile Myung-ran, che lo portano a ripensare alle proprie azioni e a cercare di diventare una persona migliore.